# Falcileptoneta tofacea
Falcileptoneta tofacea là một loài nhện trong họ Leptonetidae.
Loài này thuộc chi Falcileptoneta. Falcileptoneta tofacea được T. Yaginuma miêu tả năm 1972.